# Флорін Андоне
Флорін Андоне (рум. Florin Andone; нар. 11 квітня 1993, Ботошані) — румунський футболіст, центральний нападник клубу «Брайтон» та національної збірної Румунії. На умовах оренди виступає за «Кадіс».

## Клубна кар'єра

### Рання кар'єра
Народився 11 квітня 1993 року в місті Ботошані. У 2005 році, у віці 12 років, після того, як його батько загинув в автомобільній аварії, Андоне переїхав у Вінарос (Валенсія), де відразу приєднався до молодіжного клубу «Вінарос», а в 2008 році перейшов в «Кастельйон».
Професійний дебют відбувся 16 січня 2011 року в матчі Сегунди B проти клубу «Оріуела». Після цього Андоне з'явився ще в трьох матчах, але клуб вилетів у нижчу лігу.

### «Вільярреал»
2 червня 2011 року Андоне перейшов в «Вільярреал», повернувшись в молодіжний футбол, де в подальшому грав за третю команду у Терсері.
15 серпня 2013 року Флорін на сезон був відданий в оренду в «Атлетіко Балеарес», де забив 12 голів в 34 матчах, маючи середню результативність на рівні 0,35 голу за гру першості.

### «Кордова»
3 липня 2014 року Андоне підписав трирічний контракт з клубом «Кордова», де спочатку виступав за резервну команду. 29 листопада того ж року він отримав виклик в основну команду, яку очолював Мирослав Джукич.
Дебют за основну команду відбувся 3 грудня 2014 року, замінивши на 57-ій хвилині Сіско, в матчі Кубка Іспанії 2014/15 проти «Гранади». У матчі-відповіді Андоне забив дебютний гол за клуб.
5 січня 2015 року дебютував у Ла-Лізі в матчі проти тієї ж «Гранади» (2:0). 16 січня в домашній грі проти клубу «Ейбар» Андоне зумів забити гол на 10 секунді, що стало найшвидшим результатом серед клубів з Андалусії і 4-им в цілому. Всього за сезон 2014/15 Андоне зіграв у 20 матчах Прімери, проте команда зайняла останнє 20 місце і вилетіла в Сегунду.
У жовтні 2015 року Флорін з чотирма забитими голами став гравцем місяця в Сегунді.
У січні 2016 року «Севілья», «Малага», «Саутгемптон», «Астон Вілла» та «Стяуа» виявляли інтерес до румунського нападника, але він продовжив контракт з «Кордовою» до 2018 року.
3 квітня 2016 року Андоне оформив свій перший хет-трик у матчі проти клубу «Хімнастік» (4ː4).

### «Депортіво»
22 липня 2016 року підписав контракт з «Депортіво». Галісійці заплатили за Флоріна 4,7 млн євро, крім того, «Кордова» отримає 30 % вартості майбутнього трансферу.

### «Брайтон»
25 травня 2018 підписав п'ятирічну угоду з англійським «Брайтоном».

## Виступи за збірні
2012 року дебютував у складі юнацької збірної Румунії, взяв участь у 3 іграх на юнацькому рівні.
Незважаючи на те, що Андоне всю свою кар'єру провів у Іспанії, він висловив бажання виступати саме за збірну своєї батьківщини і 13 червня 2015 року дебютував в офіційних матчах у складі національної збірної Румунії у матчі проти збірної Північної Ірландії (0:0), змінивши на 72 хвилині Клаудіу Кешеру.
У травні 2016 року був включний до заявки національної команди для участі у фінальній частині чемпіонату Європи у Франції.
Наразі провів у формі головної команди країни 25 матчів, забивши 2 голи.